# 阿克拉·纽金特
阿克拉·纽金特（英語：Ackera Nugent，2002年4月29日—），牙买加女子田径运动员，2018年夏季青年奥林匹克运动会女子100米栏铜牌得主、2021年世界U20田径锦标赛女子100米栏金牌得主、2025年世界室内田径锦标赛女子60米栏铜牌得主。